# Klaas Bakker

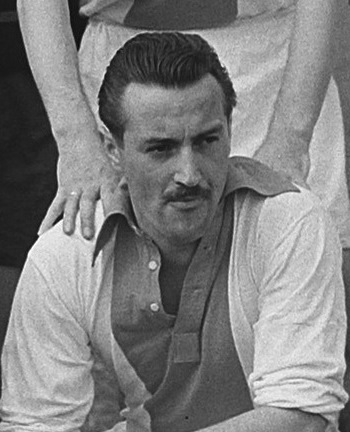
Klaas Bakker, 1954.

Klaas Bakker (22 de abril de 1926 – 3 de janeiro de 2016) foi um futebolista neerlandês. Ele jogou como um meio-campista e atacante. Jogou para De Volewijckers entre 1943 e 1951, e mais tarde para o Ajax até 1957. Ele nasceu em Amsterdão, Holanda do Norte.
Bakker morreu no dia 3 de janeiro de 2016 em Amstelveen, aos 89 anos.